# Liste des épisodes d'Amazing Spider-Man Annuals
Pour un article plus général, voir Liste des épisodes de Spider-Man.
La liste des épisodes d'Amazing Spider-Man Annuals est une liste de comic books dans l'univers de Spider-Man.
Les Annuals 6 à 9, ainsi que 12, sont des réimpressions d'anciens numéros d'Amazing Spider-Man.
| Numéro | Titre | Scénariste                                                                                 | Dessinateur                                                                                | Date de publication                                                                        |
| --- | --- | ------------------------------------------------------------------------------------------ | ------------------------------------------------------------------------------------------ | ------------------------------------------------------------------------------------------ |
| | |                                                                                            |                                                                                            |                                                                                            |
| 1 | Les Sinister Six (The Sinister Six)                                                                         | Stan Lee                                                                                   | Steve Ditko                                                                                | 1964                                                                                       |
| Alors qu'il rentre chez lui costumé en Spider-Man, il remarque que tante May pleure en regardant une photo d'oncle Ben. Spidey retourne à Manhattan pour se changer les idées. Se remémorant la mort de son oncle, la culpabilité retombe sur lui. Il s'élance dans les airs mais se rend compte qu'il a perdu ses pouvoirs. Pendant ce temps, six ennemis de Spider-Man (Electro, Kraven, Mystério, l'Homme-Sable, le Vautour, Docteur Octopus) s'allient pour le combattre. Ils enlèvent Betty Brant et May, qui était venue lui parler pour connaître la cause de la dépression récente de Peter. Spider-Man défait ses ennemis les uns après le autres et ils finissent en prison. | |                                                                                            |                                                                                            |                                                                                            |
| Remarques | Première formation des Sinister Six et première apparition de Docteur Strange.                              | Première formation des Sinister Six et première apparition de Docteur Strange.             | Première formation des Sinister Six et première apparition de Docteur Strange.             | Première formation des Sinister Six et première apparition de Docteur Strange.             |
| | |                                                                                            |                                                                                            |                                                                                            |
| 2 | Le monde enchanté du Dr Strange (The wondrous world of Doctor Strange)                                      | Stan Lee et Steve Ditko                                                                    | Steve Ditko                                                                                | 1965                                                                                       |
| Le sorcier Xandu hypnotise deux malfrats et les envoie chez le Docteur Strange, dans le but de voler un sceptre magique qu'il possède. Spider-Man doit combattre Xandu et ses sbires pour récupérer le sceptre. Il est aidé par docteur Strange. Ils réussissent à mettre Xandu hors d'état de nuire, et récupèrent le sceptre. | |                                                                                            |                                                                                            |                                                                                            |
| Remarques | Première apparition de Xandu.                                                                               | Première apparition de Xandu.                                                              | Première apparition de Xandu.                                                              | Première apparition de Xandu.                                                              |
| | |                                                                                            |                                                                                            |                                                                                            |
| 3 | Devenir un Vengeur (To become an Avenger)                                                                   | Stan Lee                                                                                   | John Romita Sr. (organisation) et Don Heck (dessins)                                       | 1966                                                                                       |
| Les Vengeurs demandent à Spider-Man d'intégrer leur équipe. Après un temps de réflexion, ce dernier accepte. Il doit passer plusieurs épreuves, parmi lesquelles de faire revenir Hulk dans le groupe. Mais en découvrant que Hulk préfère vivre comme un solitaire, il renonce à la mission que lui ont confiée les Vengeurs et n'intègre donc pas le groupe. | |                                                                                            |                                                                                            |                                                                                            |
| Remarques | Première apparition des Vengeurs.                                                                           | Première apparition des Vengeurs.                                                          | Première apparition des Vengeurs.                                                          | Première apparition des Vengeurs.                                                          |
| | |                                                                                            |                                                                                            |                                                                                            |
| 4 | De toile et de flamme (The web and the flame)                                                               | Stan Lee                                                                                   | Larry Lieber                                                                               | 1967                                                                                       |
| Spider-Man rencontre la Torche Humaine en train de commettre un crime. Ils se battent jusqu'à ce que Spidey se rende compte que la Torche était en fait en train de tourner un film. Quelques jours plus tard, il répond favorablement à la deen qui lui demande de tourner un film sur la côte ouest. Là-bas, le Sorcier, avec l'aide de Mystério, se fait passer pour la Torche Humaine et attaque Spider-Man. Les deux héros s'affrontent avant de comprendre qu'ils ont été le jouet des deux bandits. Spidey touche une récompense pour avoir permis d'arrêter des criminels très recherchés, et rentre à New York. | |                                                                                            |                                                                                            |                                                                                            |
| Remarques | Première apparition du Sorcier. Première histoire de Spider-Man dessinée par Larry Lieber.                  | Première apparition du Sorcier. Première histoire de Spider-Man dessinée par Larry Lieber. | Première apparition du Sorcier. Première histoire de Spider-Man dessinée par Larry Lieber. | Première apparition du Sorcier. Première histoire de Spider-Man dessinée par Larry Lieber. |
| | |                                                                                            |                                                                                            |                                                                                            |
| 5 | Les parents de Peter Parker (The Parents of Peter Parker)                                                   | Stan Lee                                                                                   | Larry Lieber                                                                               | 1968                                                                                       |
| Alors que Peter aide May à ranger chez elle, il tombe sur des coupures de presse qui relatent la mort de ses parents. Richard et Mary Parker auraient été des espions qui auraient trahi les États-Unis, et seraient morts dans un accident d'avion au-dessus de l'Algérie. Spidey se rend en Algérie avec l'aide de Reed Richards, et mène l'enquête. Il tombe sur le Crâne rouge et le combat. Il apprend que ses parents étaient des agents secrets et qu'ils espionnaient en réalité les fascistes pendant la guerre. | |                                                                                            |                                                                                            |                                                                                            |
| Remarques | Dernier Annual jusqu'à l'Annual 10 à présenter une histoire originale.                                      | Dernier Annual jusqu'à l'Annual 10 à présenter une histoire originale.                     | Dernier Annual jusqu'à l'Annual 10 à présenter une histoire originale.                     | Dernier Annual jusqu'à l'Annual 10 à présenter une histoire originale.                     |
| | |                                                                                            |                                                                                            |                                                                                            |
| Les #6 à #9 sont des réimpressions d'anciennes aventures d'Amazing Spider-Man. | |                                                                                            |                                                                                            |                                                                                            |
| | |                                                                                            |                                                                                            |                                                                                            |
| 10 | Entrez dans mon salon... dit l'araignée à la mouche... (Step into my parlour... said the spider to the fly) | Len Wein et Bill Mantlo                                                                    | Gil Kane                                                                                   | 1976                                                                                       |
| Les ventes du Bugle sont en train de chuter. Jameson engage le Dr Harlan Stillwell pour créer un nouvel adversaire qui puisse capturer Spider-Man afin de doper les ventes du journal. Le docteur trouve un malfrat blessé qu'il transforme en Homme-mouche, mais celui-ci le tue. Il enlève ensuite Jameson qui ne doit son salut qu'à l'intervention de Spider-Man. | |                                                                                            |                                                                                            |                                                                                            |
| | |                                                                                            |                                                                                            |                                                                                            |
| 11 | |                                                                                            |                                                                                            | 1977                                                                                       |
| | Graine d'Araignée (Spawn of the Spider)                                                                     | Bill Mantlo                                                                                | Don Perlin                                                                                 |                                                                                            |
| May Parker passe au tribunal pour avoir frappé un policier lors d'une manifestation, bien qu'elle ne l'ait pas fait exprès. Peter doit payer son bail de 200$ pour la faire sortir de prison. Pour lui changer les idées, Mary Jane l'emmène sur le tournage d'un film dont elle est actrice ; du fait d'un accident sur le plateau, Spidey apparaît. Il est engagé pour tourner dans un film. Pendant le tournage, trois individus costumés en monstre sabotent le tournage. Après avoir soupçonné le costumier, Spider-Man découvre que c'est le producteur qui les a engagés pour toucher l'assurance. | |                                                                                            |                                                                                            |                                                                                            |
| | Rififi au Coffee Bean (Chaos at the Coffee Bean)                                                            | Scott Edelman                                                                              | John Romita Jr.                                                                            |                                                                                            |
| Alors que Peter et Mary Jane passent une bonne soirée au Coffee Bean, un individu armé s'empare de la caisse. Peter se cache dans les coulisses pour enfiler son costume, et poursuit les coupables dans la rue. Il doit cependant abandonner Mary Jane dans le café. Quand il revient, elle décide de partir, irritée. | |                                                                                            |                                                                                            |                                                                                            |
| | |                                                                                            |                                                                                            |                                                                                            |
| Le #12 est une réimpression d'un ancien numéro d'Amazing Spider-Man. | |                                                                                            |                                                                                            |                                                                                            |
| | |                                                                                            |                                                                                            |                                                                                            |
| 13 | Aux bras du Docteur Octopus (The arms of Doctor Octopus)                                                    | Marv Wolfman                                                                               | John Byrne                                                                                 | 1979                                                                                       |
| Spider-Man est contacté par un homme qui lui demande d'enquêter sur la mort de l'agent secret Ken Blake. Le lendemain, Peter Parker rencontre sa veuve lors de ses obsèques. Il s'infiltre dans la bande de Jimbo Ryan, responsable de la mort de Blake. Celui-ci cherche à s'emparer des plans d'une arme secrète mais travaille en réalité pour le Dr Octopus. Spider-Man met en fuite Octopus, non sans lui avoir arraché un de ses tentacules, et arrête Jimbo Ryan. Il découvre que le mystérieux agent qui lui a confié cette enquête n'est autre que Ken Blake, pourtant décédé. | |                                                                                            |                                                                                            |                                                                                            |
| Remarques | Première apparition de Jimbo Ryan, Ken Blake.                                                               | Première apparition de Jimbo Ryan, Ken Blake.                                              | Première apparition de Jimbo Ryan, Ken Blake.                                              | Première apparition de Jimbo Ryan, Ken Blake.                                              |
| | |                                                                                            |                                                                                            |                                                                                            |
| 14 | Le livre des Vishanti (Vishanti)                                                                            |                                                                                            |                                                                                            | 1980                                                                                       |
| Le Docteur Fatalis se livre à une expérience mystique et envoie un de ses assistants, Lucius Dilby, dans la dimension où se trouve le démon Dormammu. Dormammu octroie un grand pouvoir à Lucius Dilby afin qu'il devienne l'instrument de sa vengeance contre le Docteur Strange. Avant de succomber sous le nombre, le Docteur Strange envoie un message télépathique à Peter Parker. Spider-Man affronte Lucius Dilby et ses démons et il parvient à délivrer le Docteur Strange. Dilby est puni par Dormammu qui l'enferme dans un cristal avant de l'offrir au Docteur Fatalis. | |                                                                                            |                                                                                            |                                                                                            |
| Remarques | Première apparition de Dormammu et de Lucius Dilby.                                                         | Première apparition de Dormammu et de Lucius Dilby.                                        | Première apparition de Dormammu et de Lucius Dilby.                                        | Première apparition de Dormammu et de Lucius Dilby.                                        |
| | |                                                                                            |                                                                                            |                                                                                            |
| 15 | Spider-Man : Menace ou danger public ? (Spider-Man : Threat or menace ?)                                    | Dennis O'Neil                                                                              | Frank Miller                                                                               | 1981                                                                                       |
| Alors qu'il est envoyé par le Bugle pour prendre des photos d'un spectacle qui fait grand bruit à New York, un homme est tué par balle. Spidey découvre que le Punisher est impliqué dans l'affaire. | |                                                                                            |                                                                                            |                                                                                            |
| | |                                                                                            |                                                                                            |                                                                                            |
| 16 | (Who's that Lady?)                                                                                          | Roger Stern                                                                                | John Romita Jr. et John Romita Sr.                                                         | 1982                                                                                       |
| Alors qu'il sort de son train à la gare, Peter voit une jeune femme seule, richement habillée. Son sens d'araignée l'alerte sur cette personne. Elle se fait agresser dans une ruelle, mais réussit à s'en sortir sans que Spidey n'ait à intervenir. La jeune femme est en réalité Monica Rambeau, qui opère sous le nom de Captain Marvel. | |                                                                                            |                                                                                            |                                                                                            |
| | |                                                                                            |                                                                                            |                                                                                            |
| 17 | (Heroes and Villains)                                                                                       | Roger Stern et Bill Mantlo                                                                 | Ed Hannigan                                                                                | 1983                                                                                       |
| Un éditeur de journal controversé est agressé dans son bureau. Pendant ce temps, Peter se rend à une réunion d'anciens élèves du lycée Midtown, où il retrouve Liz, qui est accompagnée par Harry Osborn. Il rencontre un ancien élève, qui l'avait aidé à échapper à Flash Thompson une fois au lycée, et découvre qu'il est l'objet d'un chantage. Peter enfile son costume pour l'aider. | |                                                                                            |                                                                                            |                                                                                            |
| Remarques | Cette histoire se déroule après les évènements de PP:SSM #85.                                               | Cette histoire se déroule après les évènements de PP:SSM #85.                              | Cette histoire se déroule après les évènements de PP:SSM #85.                              | Cette histoire se déroule après les évènements de PP:SSM #85.                              |
| | |                                                                                            |                                                                                            |                                                                                            |
| 18 | (The Scorpion Takes a Bride)                                                                                | Tom DeFalco                                                                                | Ron Frenz                                                                                  | 1984                                                                                       |
| Alors qu'il patrouille dans la ville, Spidey arrête des malfrats qui s'échappaient en hélicoptère après avoir cambriolé une banque. JJJ annonce à son fils John qu'il va se marier à Marla, mais celui-ci réagit mal. Le Scorpion réussit à s'échapper de sa prison et sème le trouble à New York. Il enlève le fils du propriétaire du Bugle. Spidey le sauve et Jameson se marie avec Marla. | |                                                                                            |                                                                                            |                                                                                            |
| Remarques | Cette histoire se déroule après les évènements de ASM #258.                                                 | Cette histoire se déroule après les évènements de ASM #258.                                | Cette histoire se déroule après les évènements de ASM #258.                                | Cette histoire se déroule après les évènements de ASM #258.                                |
| | |                                                                                            |                                                                                            |                                                                                            |
| 19 | (Fun'n'Games)                                                                                               | Louise Simonson                                                                            | Mary Wilshire                                                                              | 1985                                                                                       |
| Peter cauchemarde de la mort de son oncle et de Gwen. Lorsqu'il se réveille, il apprend que Mary Jane et Anna Watson ont été enlevées par une soucoupe volante. Enfilant son costume, il part les sauver. | |                                                                                            |                                                                                            |                                                                                            |
| Remarques | Cette histoire se déroule après les évènements de ASM #258.                                                 | Cette histoire se déroule après les évènements de ASM #258.                                | Cette histoire se déroule après les évènements de ASM #258.                                | Cette histoire se déroule après les évènements de ASM #258.                                |
| | |                                                                                            |                                                                                            |                                                                                            |
| 20 | (The Man of the Year)                                                                                       | Ken McDonald                                                                               | Mark Beachum                                                                               | 1986                                                                                       |
| Peter reçoit l'ordre de Jameson de se rendre à Genève pour couvrir un évènement important. Seulement, il doit être à New York pour l'anniversaire de tante May. Spider-Man se bat contre Arno Stark, qui a pris la relève de Tony Stark et est devenu l'Iron Man de 2015. | |                                                                                            |                                                                                            |                                                                                            |
| | |                                                                                            |                                                                                            |                                                                                            |
| 21 | (The Wedding)                                                                                               | David Michelinie                                                                           | Paul Ryan                                                                                  | 1987                                                                                       |
| Spider-Man se bat contre Electro, qui est de retour et braque des banques. Mary Jane revient d'un voyage et ils décident de faire de la page chez eux pour s'installe ensemble. Peter décide de conserver son costume bleu et rouge. Le Bugle organise une fête pour féliciter Peter de son mariage, qui approche. Il se rend chez sa tante, où il retrouve un album photo. Il voit des photos de son enfance, et une de Gwen Stacy. Il pense que, si elle n'était pas morte, il l'aurait demandée en mariage. Il prend une photo d'elle de son album et la garde dans la poche de sa chemise. Il emmène Mary Jane au sommet de l'Empire State Building, mais elle gaffe en faisant référence au pont où Gwen est morte. Pendant la nuit, Peter cauchemarde qu'il est à son mariage avec Mary Jane lorsque Gwen arrive et le quitte pour toujours. Peter et Mary Jane décident finalement de se marier. | |                                                                                            |                                                                                            |                                                                                            |
| | |                                                                                            |                                                                                            |                                                                                            |
| 22 | |                                                                                            |                                                                                            | 1988                                                                                       |
| | (Drug War Rages)                                                                                            | Tom DeFalco et David Michelinie                                                            | Mark Bagley                                                                                |                                                                                            |
| Spider-Man patrouille les docks pour arrêter des guerres de gangs, qui se battent pour le contrôle du marché de la drogue à New York. Les criminels qu'il met K.O. sont retrouvés morts dans la soirée, ce qui conduit Jameson à écrire dans le Bugle que Spidey les a tués. | |                                                                                            |                                                                                            |                                                                                            |
| | (He Who Laughs...)                                                                                          | Steve Ditko et Roger Stern                                                                 | Steve Ditko                                                                                |                                                                                            |
| Le jeune super-héros Rob, qui se fait surnommer Speedball, découvre ses pouvoirs. | |                                                                                            |                                                                                            |                                                                                            |
| | |                                                                                            |                                                                                            |                                                                                            |
| 23 | |                                                                                            |                                                                                            | 1989                                                                                       |
| | (Abominations)                                                                                              | Gerry Conway, David Michelinie et Rob Liefeld                                              | Tim Dzon                                                                                   |                                                                                            |
| Mary Jane rend visite à Peter au Bugle au moment où She-Hulk sort du bureau de Jameson. L'Abomination arrive à New York et les deux super-héros doivent l'arrêter. | |                                                                                            |                                                                                            |                                                                                            |
| | (My Science Project)                                                                                        | Gerry Conway                                                                               | Mark Bagley et Mike Esposito                                                               |                                                                                            |
| Peter Parker se remémore le jour où il a obtenu ses pouvoirs, et comment son oncle Ben est mort à cause de lui. | |                                                                                            |                                                                                            |                                                                                            |
| Remarques | Réécriture de Amazing Fantasy #15.                                                                          | Réécriture de Amazing Fantasy #15.                                                         | Réécriture de Amazing Fantasy #15.                                                         | Réécriture de Amazing Fantasy #15.                                                         |
| | (Standards of Behavior)                                                                                     | Gerry Conway                                                                               | Richard Rockwell                                                                           |                                                                                            |
| Nick Katzenberg, un rival de Peter au Bugle, demande à visiter la pension de May et à y emménager. Il veut comprendre comment Peter fait pour être alerté par Spider-Man à chaque fois que ce dernier veut être pris en photo. May chasse Katzenberg de chez elle. | |                                                                                            |                                                                                            |                                                                                            |
| | |                                                                                            |                                                                                            |                                                                                            |
| 24 | |                                                                                            |                                                                                            | 1990                                                                                       |
| | (Spidey's Totally Tiny Adventure)                                                                           | David Michelinie                                                                           | Gil Kane et Rudy Nebres                                                                    |                                                                                            |
| Peter se rend en Californie pour photographier une exposition de nouvelles technologies. Un commando para-militaire envahit l'exposition pour voler une technologie de pointe qui permet de voler. Spider-Man et Ant-Man, l'Homme Fourmis, se battent contre eux. | |                                                                                            |                                                                                            |                                                                                            |
| | (The Mercy Bomb)                                                                                            | David Michelinie                                                                           | Steve Ditko                                                                                |                                                                                            |
| Mendoza étant mort, des militaires doivent régler sa succession. | |                                                                                            |                                                                                            |                                                                                            |
| | (A Time to Choose)                                                                                          | Tom DeFalco, J. M. DeMatteis                                                               | Mike Zeck                                                                                  |                                                                                            |
| L'Homme-Sable décide de se ranger. Il rencontre la Chose, avec qui il sympathise. Il se remémore ses combats passés. | |                                                                                            |                                                                                            |                                                                                            |
| | (Ant-Man in Amazing Fantasy)                                                                                | Tony Isabella                                                                              | Steve Ditko                                                                                |                                                                                            |
| Ant-Man fait un cauchemar. | |                                                                                            |                                                                                            |                                                                                            |
| | |                                                                                            |                                                                                            |                                                                                            |
| 25 | |                                                                                            |                                                                                            | 1991                                                                                       |
| | (The Vibranium Vendetta Part 1: The Spider and the Ghost)                                                   | David Michelinie                                                                           | Guang Yap                                                                                  |                                                                                            |
| Des voleurs cambriolent les laboratoires d'ESU pendant la nuit. Spidey les arrête, mais un représentant de l'entreprise de hautes technologies Roxxon dit à Spider-Man que les voleurs sont en réalité ses employés. Roxxon effectue un travail de recherche en coopération avec ESU récemment. Spidey trouve cela louche. T'Challa, roi du Wakanda, se rend à ESU et rencontre Spider-Man. Ils enquêtent ensemble. | |                                                                                            |                                                                                            |                                                                                            |
| Remarque | L'histoire continue dans Spectacular Spider-Man Annual #11.                                                 | L'histoire continue dans Spectacular Spider-Man Annual #11.                                | L'histoire continue dans Spectacular Spider-Man Annual #11.                                | L'histoire continue dans Spectacular Spider-Man Annual #11.                                |
| | (The Origin of the Amazing Spider-Man)                                                                      | David Michelinie                                                                           | Sal Buscema                                                                                |                                                                                            |
| Peter se remémore de ses premiers jours en tant que l'Araignée. | |                                                                                            |                                                                                            |                                                                                            |
| Remarque | Réécriture de Amazing Fantasy #15.                                                                          | Réécriture de Amazing Fantasy #15.                                                         | Réécriture de Amazing Fantasy #15.                                                         | Réécriture de Amazing Fantasy #15.                                                         |
| | (Outlaw Justice, Part One)                                                                                  | David Michelinie                                                                           | Alan Kupperberg                                                                            |                                                                                            |
| Silver Sable part à la rencontre de Hobie Brown, le Prowler. | |                                                                                            |                                                                                            |                                                                                            |
| | (Truckstop of Doom)                                                                                         | David Michelinie                                                                           | Paris Cullins                                                                              |                                                                                            |
| Venom prend la route pour retourner à New York et en découdre avec Peter Parker. Dans un diner sur la route, une femme innocente est prise en otage. Il déjoue le piège des preneurs d'otage et les livre à la police afin de s'enfuir. | |                                                                                            |                                                                                            |                                                                                            |
| | (Second Chance)                                                                                             | David Michelinie                                                                           | Steve Ditko                                                                                |                                                                                            |
| Chance reçoit la visite de mafieux. | |                                                                                            |                                                                                            |                                                                                            |
| | |                                                                                            |                                                                                            |                                                                                            |
| 26 | |                                                                                            |                                                                                            | 1992                                                                                       |
| | (Fortune and Steel: The Hero Killers Part One)                                                              | David Michelinie                                                                           | Scott McDaniel                                                                             |                                                                                            |
| Spider-Man se bat avec les New Warriors contre des mercenaires. | |                                                                                            |                                                                                            |                                                                                            |
| | (First Kill, Part One)                                                                                      | David Michelinie                                                                           | Aaron Lopresti                                                                             |                                                                                            |
| Eddie Brock se remémore comment il est devenu Venom. | |                                                                                            |                                                                                            |                                                                                            |
| Remarque | L'histoire continue dans Spectacular Spider-Man Annual #12                                                  | L'histoire continue dans Spectacular Spider-Man Annual #12                                 | L'histoire continue dans Spectacular Spider-Man Annual #12                                 | L'histoire continue dans Spectacular Spider-Man Annual #12                                 |
| | (The Wronged Man)                                                                                           | Eric Fein                                                                                  | Scott Kolins                                                                               |                                                                                            |
| Solo se trouve à Rome. Il refuse de tuer un innocent. | |                                                                                            |                                                                                            |                                                                                            |
| | (Making the Grade)                                                                                          | Tom Brevoort et Mike Kanterovich                                                           | Aaron Lopresti                                                                             |                                                                                            |
| Alors qu'il patrouille en ville, Spider-Man repère un ancien ennemi, Norton, qui cherche à le tuer avec un lance-roquettes. Il le bat facilement et le compare avec tous les super-criminels contre lesquels il s'est battu par le passé. | |                                                                                            |                                                                                            |                                                                                            |
| | (Evil's Light Part One)                                                                                     | Eric Fein                                                                                  | Vince Evans                                                                                |                                                                                            |
| Cloak et Dagger patrouillent la ville pendant la nuit. | |                                                                                            |                                                                                            |                                                                                            |
| | |                                                                                            |                                                                                            |                                                                                            |
| 27 | |                                                                                            |                                                                                            | 1993                                                                                       |
| | (Prepare Yourself for... Annex)                                                                             | Jack C. Harris                                                                             | Tom Lyle                                                                                   |                                                                                            |
| Spider-Man est en patrouille dans la ville en attendant l'heure de son rendez-vous : il doit accompagner Mary Jane à une soirée de remise de récompenses. Il est attaqué par un robot appelé Annex. Mary Jane apprend, à la soirée, qu'Annex est en réalité le fils d'un éditeur, qui a été gravement blessé lors de l'Opération Tempête du désert. Spider-Man réussit à s'en débarrasser, mais Annex s'échappe. | |                                                                                            |                                                                                            |                                                                                            |
| | (Dead Reckoning)                                                                                            | Eric Fein                                                                                  | Scott Kolins                                                                               |                                                                                            |
| La Chatte noire infiltre un bâtiment au nom du Musée d'art moderne de New York pour récupérer une peinture volée. Elle fait toutefois face à un adversaire inattendu. | |                                                                                            |                                                                                            |                                                                                            |
| | (The Lizard Must Be Destroyed)                                                                              | Mike Lackey                                                                                | Aaron Lopresti                                                                             |                                                                                            |
| Le Lézard est jugé par un tribunal de Manhattan pour ses méfaits. La famille de Connors est présente. Spider-Man est appelé à témoigner et se présente à l'audience. | |                                                                                            |                                                                                            |                                                                                            |
| | (Estrangements and Reunions)                                                                                | Eric Fein                                                                                  | Larry Alexander                                                                            |                                                                                            |
| John Jameson fait le même cauchemar depuis plusieurs nuits : son père, J. Jonah Jameson, est poursuivi par une étrange créature dans les rues de la ville... | |                                                                                            |                                                                                            |                                                                                            |
| | |                                                                                            |                                                                                            |                                                                                            |

- Cet article est partiellement ou en totalité issu de l'article intitulé « Liste des épisodes de Spider-Man » (voir la liste des auteurs).